# Conqueror A.D. 1086
Conqueror A.D. 1086 là một trò chơi máy tính thuộc thể loại chiến lược lấy bối cảnh thời Trung Cổ do hãng Software Sorcery phát triển và Sierra On-Line phát hành vào năm 1995.

## Lối chơi
Người chơi hóa thân vào một lãnh chúa đang cố gầy dựng một đạo quân gồm những hiệp sĩ và binh lính đối chọi với nhà vua nhằm đoạt lấy ngai vàng của nước Anh. Đi du lịch trên con đường thời Trung Cổ không giống như đi trên cao tốc ngày nay (có khi mất cả tháng để đi từ vùng này đến nơi khác của nước Anh). Sông rạch cũng cung cấp một lối đi nhanh đến tận ngôi làng nhưng người chơi phải cảnh giác trước những toán cướp dọc đường sẽ tấn công bất thình lình. Bắt đầu vào game là một cậu bé 12 tuổi, người chơi chỉ được giao cho một số tiền nhỏ và một thanh kiếm cơ bản. Người chơi có thể trả lời một loạt các câu hỏi về đạo đức hay chọn một nhân vật tạo sẵn. Ngoài ra game còn cho phép tuyển mộ bạn đồng hành tham gia vào cuộc hành trình của người chơi.
Khi bước vào tuổi 18, người chơi được giao cho một thái ấp để giám sát, thêm vào một số lượng đất đai đáng kể. Toàn bộ game sẽ kết thúc vào ngày sinh nhật thứ 30 của người chơi. Nếu người chơi không giết một con rồng hay lật đổ vua của nước Anh sau đó thì coi như thua cuộc. Trong khi không phải chiến đấu trong các trận đánh hay giải đấu, người chơi có thể phát triển các thái ấp của mình với sự phát triển nông nghiệp và dân sự tương tự như SimCity; ví dụ về những loại công trình bao gồm nhà nguyện, chuồng ngựa, kho chứa, và nông trại. Hôn nhân được thực hiện khi người chơi kiếm được một người vợ thông qua việc xã hội hoá với phụ nữ trước khi tham gia môn cưỡi ngựa đấu thương. Những người cho vay còn cung cấp cho người chơi những khoản vay với lãi suất 50%.